# Куп три нације 2005.
Куп три нације 2005. (службени назив: 2005 Tri Nations Series) је било 10. издање овог најквалитетнијег репрезентативног рагби такмичења Јужне хемисфере.
Такмичење је освојио Нови Зеланд.

## Учесници
Напомена:
|   | Селекција                          | Стадион                             | Селектор         | Капитен        |
| - | ---------------------------------- | ----------------------------------- | ---------------- | -------------- |
| 1 | Рагби репрезентација ЈАР           | Сокер сити, Јоханезбург (94 700)    | Џејк Вајт        | Виктор Метфилд |
| 2 | Рагби репрезентација Новог Зеланда | Еден Парк, Окланд (50 000)          | Сер Грејам Хенри | Ричи Мако      |
| 3 | Рагби репрезентација Аустралије    | Стадион Аустралија, Сиднеј (84 000) | Еди Џоунс        | Џорџ Греган    |

## Такмичење
Јужна Африка - Аустралија 22-16
Јужна Африка - Нови Зеланд 22-16
Аустралија - Нови Зеланд 13-30
Аустралија - Јужна Африка 19-22
Нови Зеланд - Јужна Африка 31-27
Нови Зеланд - Аустралија 34-24

## Табела
|   | Селекција   | ИГ | Д | Н | И | ПД  | ПП  | ПР  | БП | Б  |  |
| - | ----------- | -- | - | - | - | --- | --- | --- | -- | -- |  |
| 1 | Ол блекси   | 4  | 3 | 0 | 1 | 111 | 86  | +25 | 3  | 15 |  |
| 2 | Спрингбокси | 4  | 3 | 0 | 1 | 93  | 82  | +11 | 1  | 13 |  |
| 3 | Валабиси    | 4  | 0 | 0 | 4 | 72  | 108 | -36 | 3  | 3  |  |

| Победник Купа три нације 2005. |
| ------------------------------ |
| Нови Зеланд 6. титула          |

## Индивидуална стастика
Највише поена
- Перси Монтгомери 52, Јужна Африка

Највише есеја
- Брајан Хабана 3, Јужна Африка
- Џо Рокококо 3, Нови Зеланд
- Даг Хаулет 3, Нови Зеланд